# كيت بيتس
كيت بيتس (بالإنجليزية: Kate Betts)‏ هي صحفية أمريكية، ولدت في 8 مارس 1964.

## وصلات خارجية
- كيت بيتس على موقع IMDb (الإنجليزية)
- كيت بيتس على موقع قاعدة بيانات الفيلم (الإنجليزية)

- الموقع الرسمي